# Callona basilea
Callona basilea är en skalbaggsart som först beskrevs av Bates 1880.  Callona basilea ingår i släktet Callona och familjen långhorningar. Inga underarter finns listade.